# Eugenio Colombo
Eugenio Colombo  (* 10. Dezember 1953 in Rom) ist ein italienischer Jazzsaxophonist (Alt- und Sopransaxophon) und Flötist.
Eugenio Colombo gehört seit den 1970er Jahren zur italienischen Jazzavantgarde. Nach Luca Lerchiari gehört er mit Gianluigi Trovesi und Claudio Fasoli zu den Musikern, die die bewusste Einbeziehung von Motiven, die in der folkloristischen Überlieferung zu finden sind, suchen und damit einen Beitrag zur Eigenständigkeit des italienischen Jazz leisten, wie auf seinem frühen Album I Virtuosi di Cave. In den 1970er Jahren arbeitete er mit Mario Schiano (zu hören auf dessen Kompilation Sud), Giacomo Aula und anderen. Er war 1990 Gründungsmitglied des Italian Instabile Orchestra, auf dessen erstem Album auf Leo Records 1991 er die Komposition Ippopotami beisteuerte. Das auf NEL Jazz veröffentlichte Live-Album des Orchestra mit Mitschnitten zwischen 1994 und 1997 enthält seine theatralisch anmutende Komposition Scongiuro. 1990/91 wirkte er außerdem an der Bigband-Produktion Masks von Giorgio Gaslini mit; 1993 war er an Giorgio Occhipintis Album The Kaos Legend beteiligt, 1994 wirkte er in Deutschland am Projekt Gießen Köln Nonett mit Reiner Winterschladen, Dieter Manderscheid, Ekkehard Jost und Wollie Kaiser mit, die ihre Fortsetzung 1996 in ähnlicher Besetzung in dem Bandprojekt Transalpin Express erfuhr. 1995 experimentierte er mit der Verbindung von Jazz und liturgischen Gesängen (Giuditta). Außerdem nahm er in den 1990er Jahren einige Alben für die Label Splasc(h) und Leo auf.

## Diskographische Hinweise
Als Leader
- Giada  (Splasc(h), 1990) mit Bruno Tommaso
- Giuditta: Cantata per tre voci e tre strumenti (NEL Jazz, 1995) mit Eliabetta Scatarzi, Mascia Carrera und Micaela Carosi
- Guida Blu  (Splasc(h), 1999)
- Tales of Love and Death (Leo Records, 2000)

Als Sideman
- Pino Minafra: Sudori (Victo, 1995)
- Giorgio Occhipinti Orchestra: The Kaos Legend (2000)